# Infektionsfrämjande antikroppar
Infektionsfrämjande antikroppar (ADE) uppträder när icke-neutraliserande antivirala protein underlättar för virus att tränga in i ett värddjurs celler, vilket leder till en ökad grad av infektionsbenägenhet i cellerna. Vissa celler har inte de vanliga receptorerna på sin cellyta som virusen använder för att få tillträde. De antivirala proteinerna (dvs antikropparna) fäster på FC receptorer som vissa av dessa celler har i cellmembranet. Viruset fäster på antigenbindningsplatsen (ADE) i andra änden av antikroppen. ADE är vanligt i cellkulturer i laboratorier, men förekommer sällan in vivo utom när det gäller denguevirus. Detta virus kan använda denna mekanism för att infektera mänskliga makrofager, vilket kan göra en vanligtvis mild virusinfektion livshotande.